# Semiothisa fractaria
Semiothisa fractaria är en fjärilsart som beskrevs av Walker 1861. Semiothisa fractaria ingår i släktet Semiothisa och familjen mätare. Inga underarter finns listade i Catalogue of Life.